# Cimetière de Créteil
Le cimetière de Créteil est le cimetière communal de la ville de Créteil dans la grande banlieue parisienne du Val-de-Marne.

## Description
Ouvert en 1822, il comprend un carré militaire avec un grand monument aux morts du sculpteur Alexandre Descatoire érigé en 1921, et l'ancienne porte de la prison du Cherche-Midi, placée ici en 1982. Il dispose de 6 191 emplacements sur 3,58 hectares. De nombreuses tombes anciennes y sont encore préservées. Il a été agrandi en 1994 et 1997 et est organisé selon un plan orthogonal.

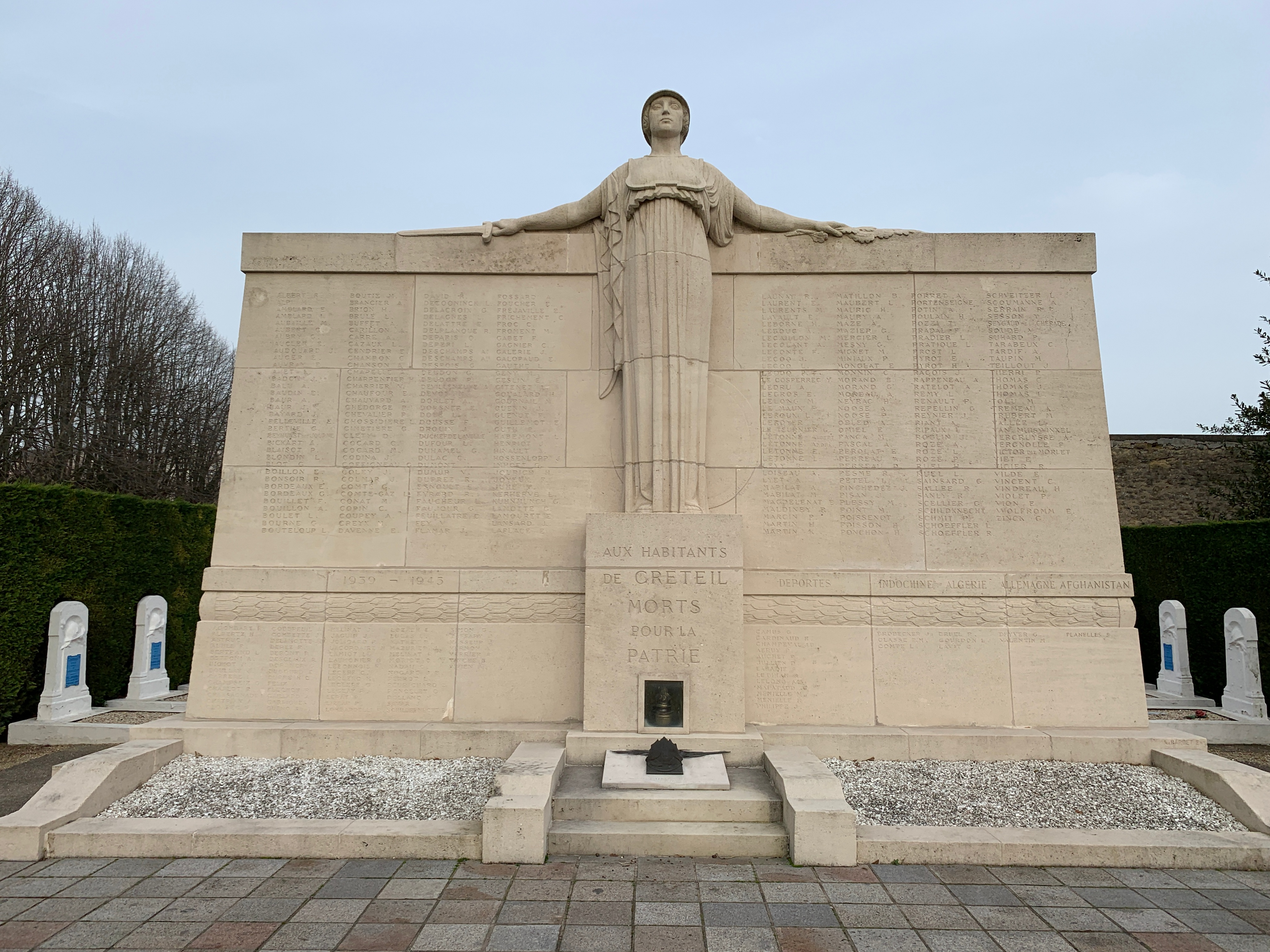
Monument aux morts, sculpture de Descatoire.

## Personnalités inhumées
- Général Bailly de Monthion (1776-1850), pair de France (chapelle funéraire)
- Général Billotte (1906-1992), Compagnon de la Libération, haut-commissaire en Algérie, ministre, député, maire de Créteil
- Jean-Antoine Bord (1814-1888), facteur de pianos (chapelle funéraire)
- Camille Dartois (1838-1917), fabricant d'aéronefs
- Duchesse de La Force, née Georgina Harriet Smythe (-1867), ancienne maîtresse de Georges IV d'Angleterre, tuée par son cocher
- Gabriel Gobin (1903-1998), acteur
- Louis Guillaume (1907-1971), écrivain et poète
- Paul Parfonry (1857-1920), peintre (mausolée sculpté)[2]

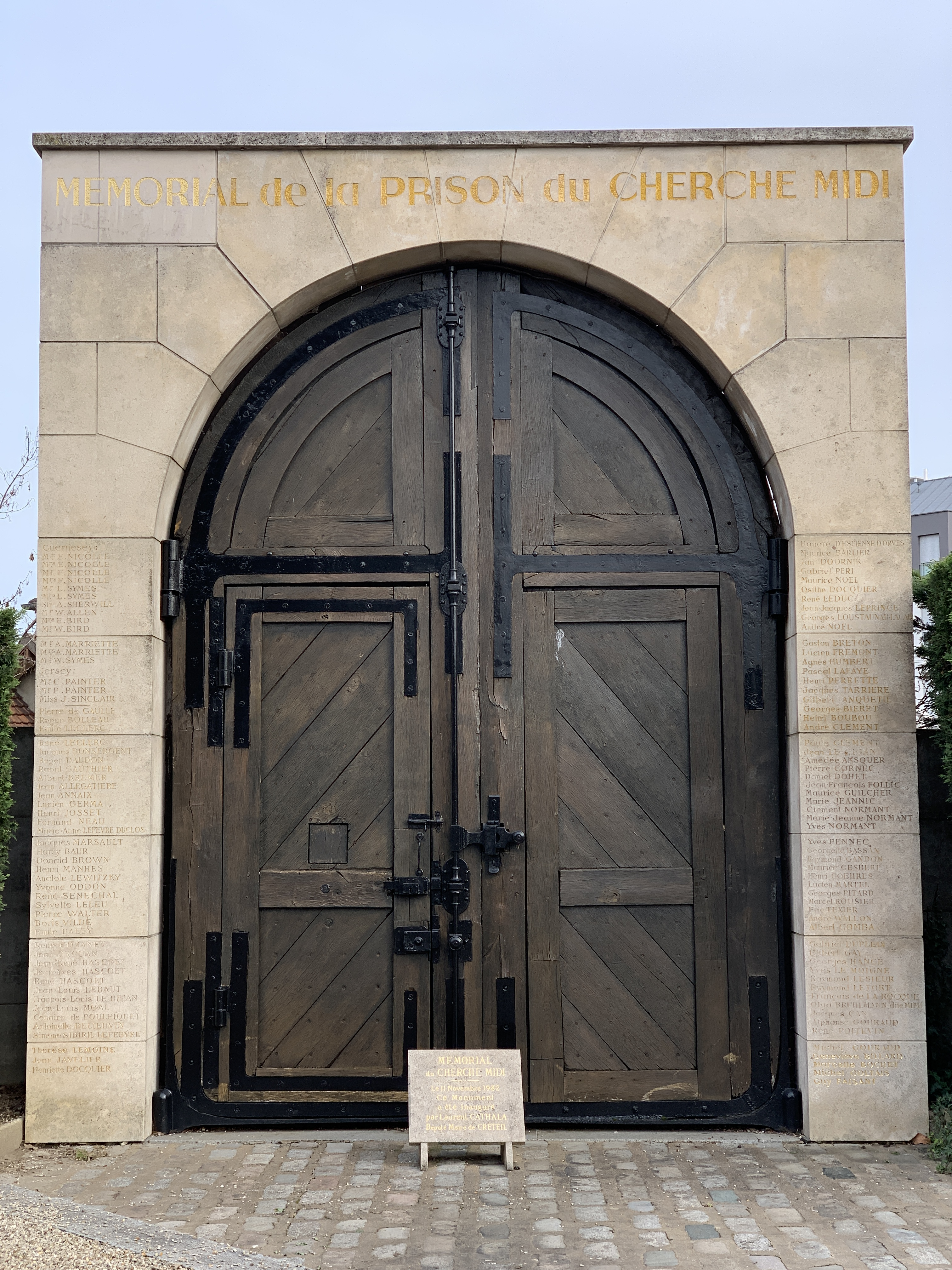
Mémorial du Cherche Midi.
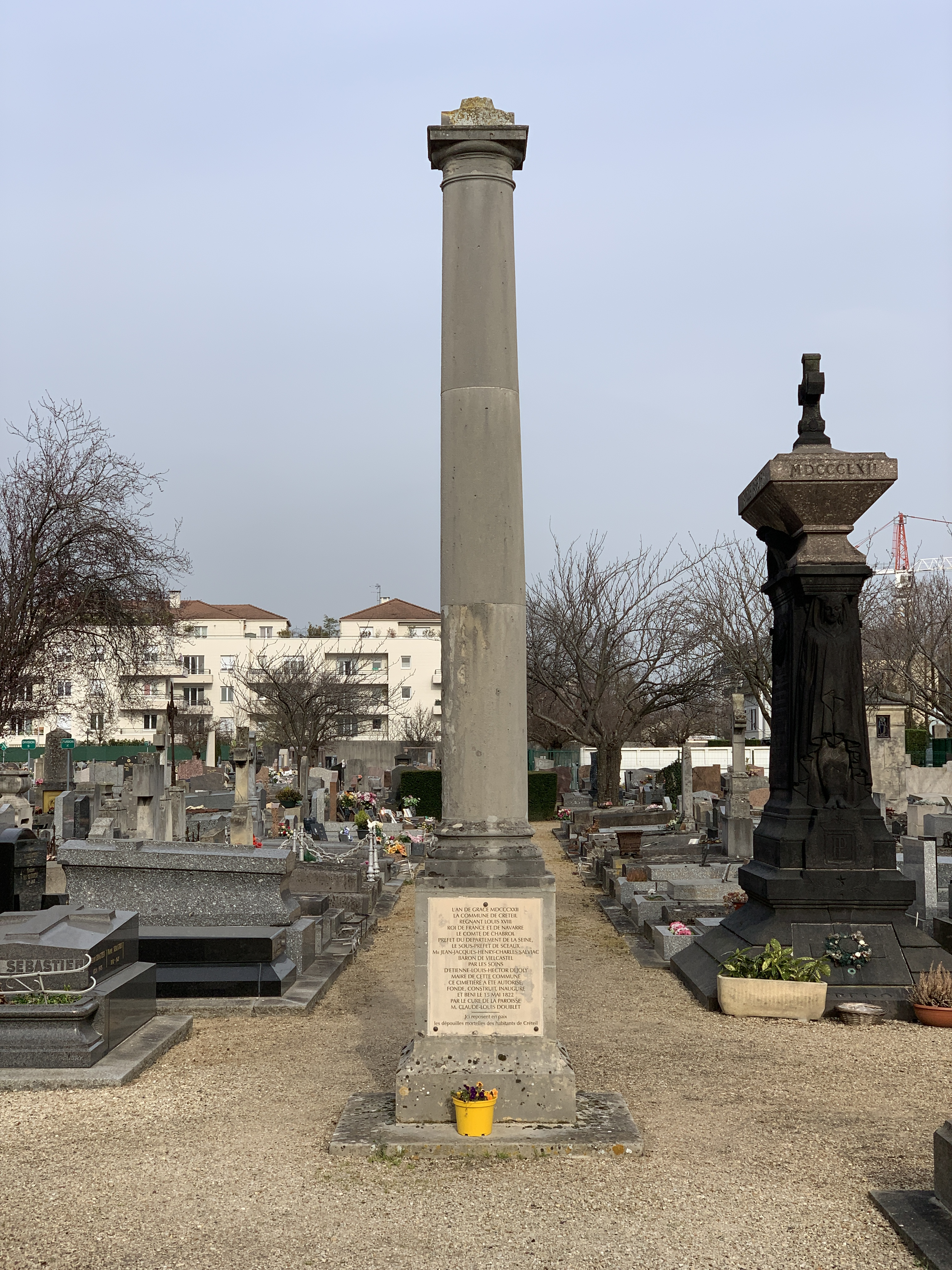
Croix de cimetière.
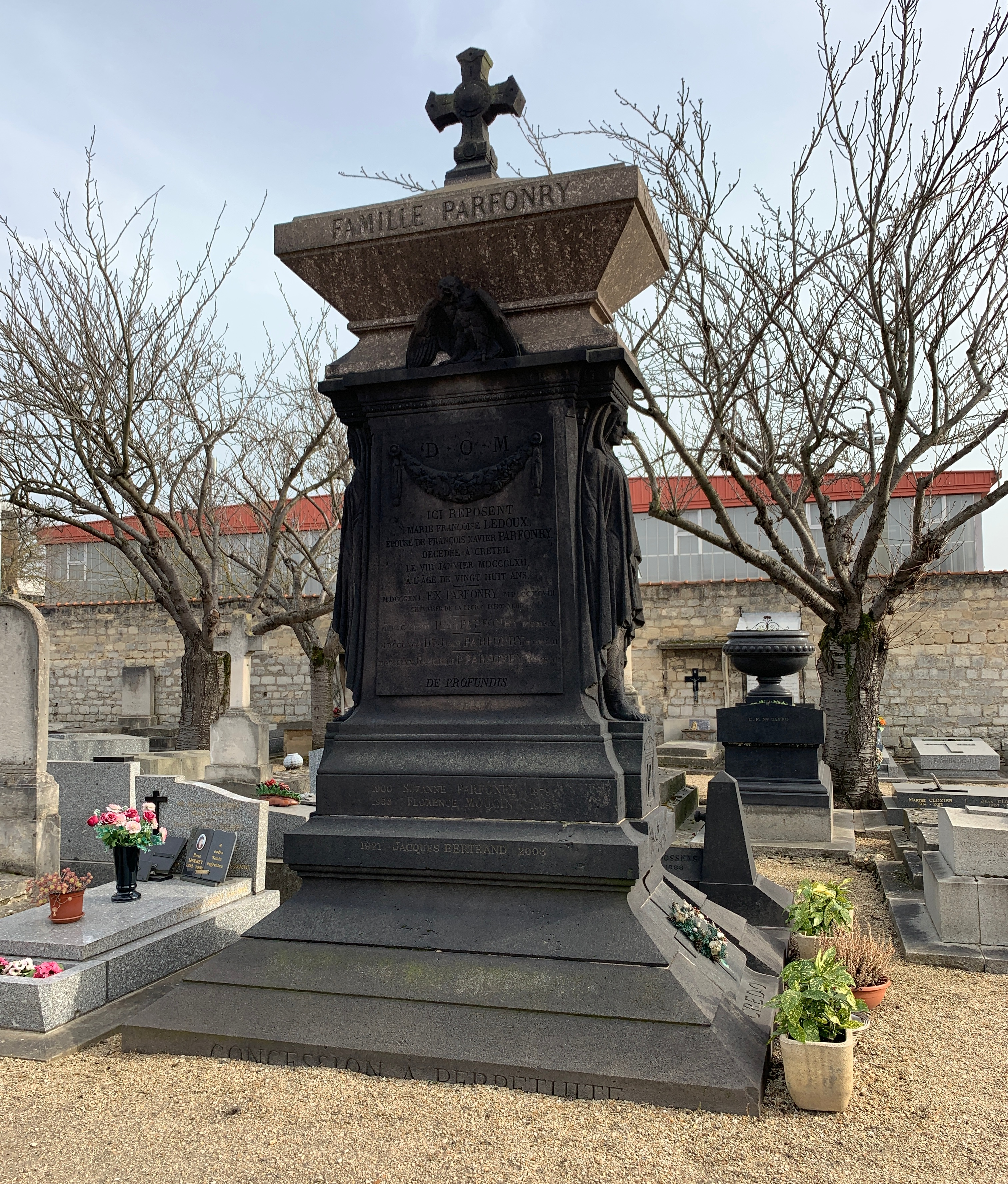
Tombe de la famille Parfonry.
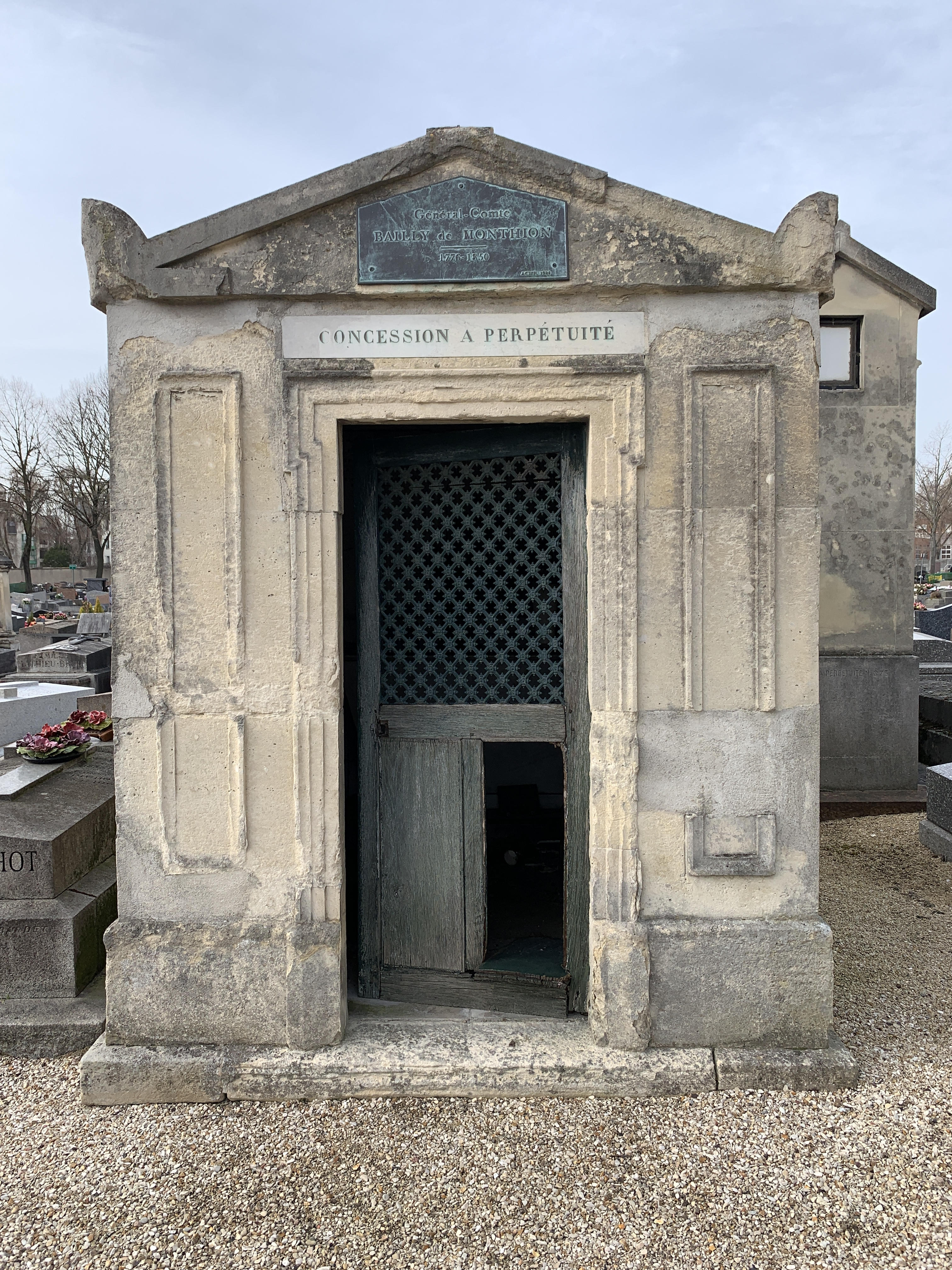
Chapelle funéraire du général Bailly de Monthion.
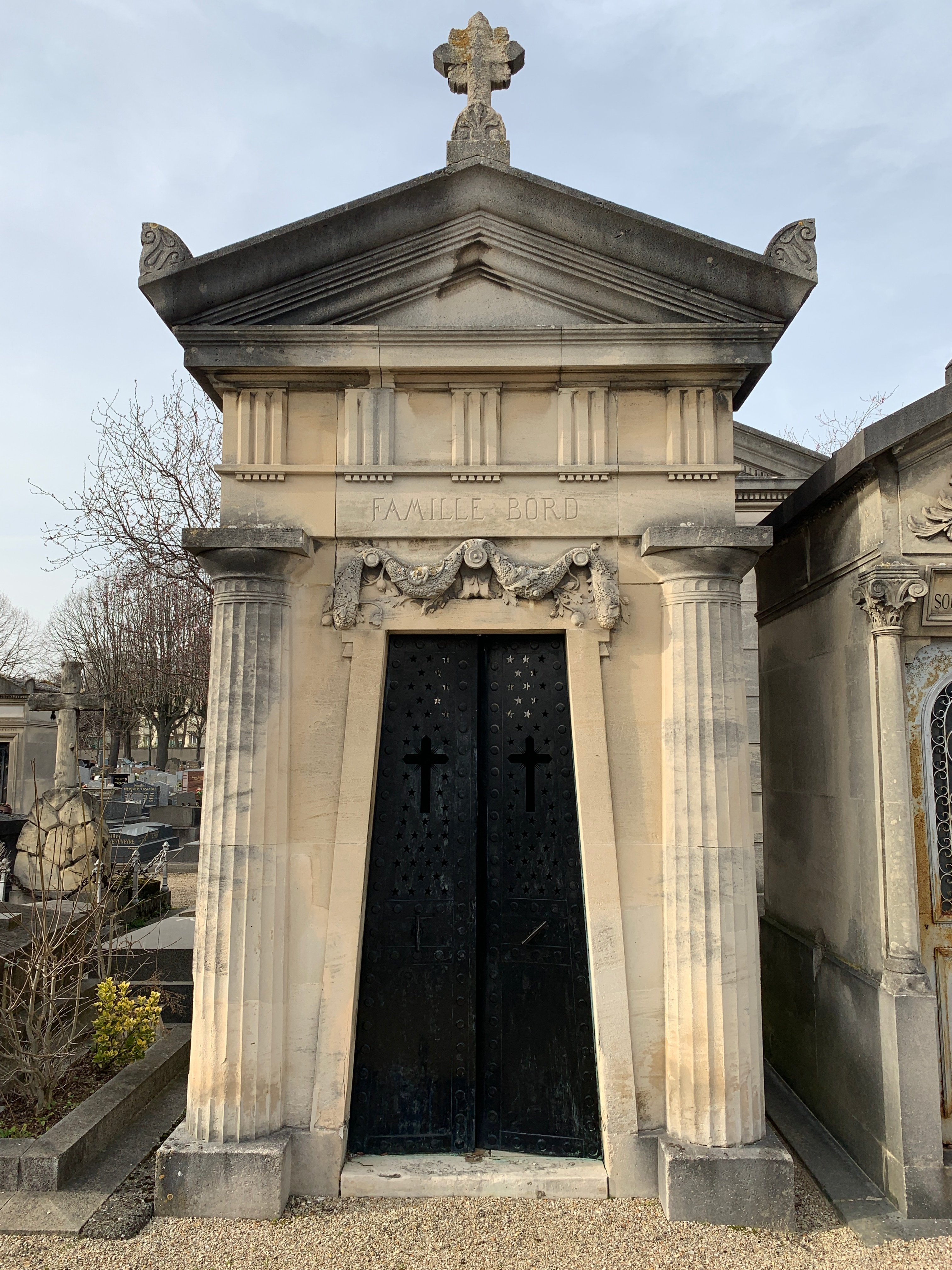
Chapelle funéraire de la famille Bord.